# Grand-Couronne
Cet article possède des paronymes, voir Grande couronne et Grand Couronné.
Pour les articles homonymes, voir Couronne#Autres.
Grand-Couronne est une commune française située dans le département de la Seine-Maritime en région Normandie.

## Géographie

### Localisation
| Hautot-sur-Seine Seine   | Val-de-la-Haye Seine | Petit-Couronne   |
| Sahurs, Seine Moulineaux | Grand-Couronne       | Oissel-sur-Seine |
| La Londe                 | Orival               | Oissel-sur-Seine |

### Hydrographie
La commune est située dans le bassin Seine-Normandie. Elle est drainée par la Seine,.
La Seine, qui prend sa source à Source-Seine, en Côte-d'Or, sur le plateau de Langres, traverse le département avec de larges méandres sur son flanc sud et se jette dans la Manche entre Le Havre et Honfleur. 
Un plan d'eau complète le réseau hydrographique : la mare Siflot (0,09 ha),.

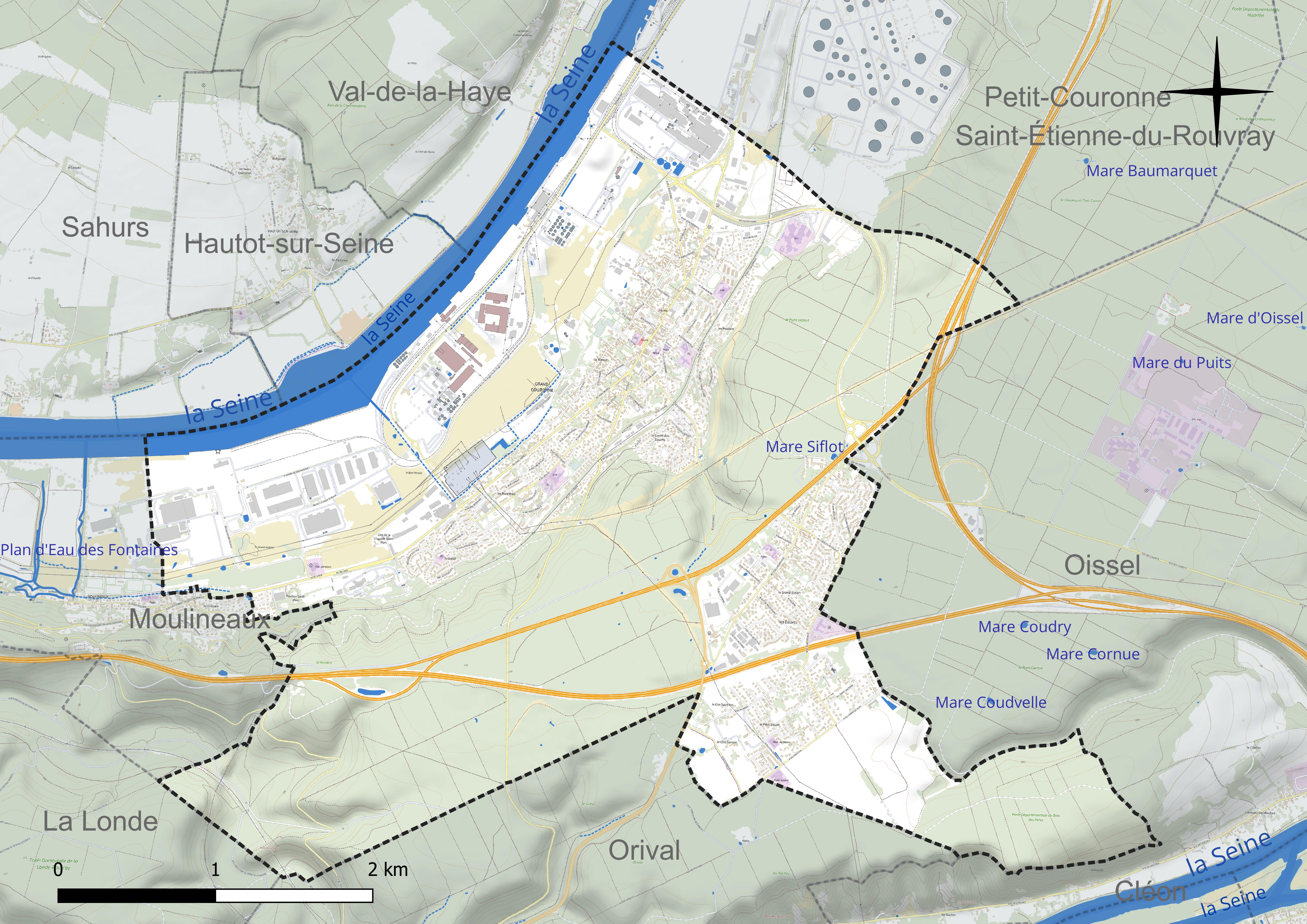
Réseau hydrographique de Grand-Couronne.

### Climat
Pour des articles plus généraux, voir Climat de la Normandie et Climat de la Seine-Maritime.
En 2010, le climat de la commune est de type climat océanique altéré, selon une étude du CNRS s'appuyant sur une série de données couvrant la période 1971-2000. En 2020, Météo-France publie une typologie des climats de la France métropolitaine dans laquelle la commune est exposée à un climat océanique et est dans la région climatique Côtes de la Manche orientale, caractérisée par un faible ensoleillement (1 550 h/an) ; forte humidité de l’air (plus de 20 h/jour avec humidité relative > 80 % en hiver), vents forts fréquents. Parallèlement le GIEC normand, un groupe régional d’experts sur le climat, différencie quant à lui, dans une étude de 2020, trois grands types de climats pour la région Normandie, nuancés à une échelle plus fine par les facteurs géographiques locaux. La commune est, selon ce zonage, exposée à un « climat contrasté des collines », correspondant au Pays d’Auge, Lieuvin et Roumois, moins directement soumis aux flux océaniques et connaissant toutefois des précipitations assez marquées en raison des reliefs collinaires qui favorisent leur formation.
Pour la période 1971-2000, la température annuelle moyenne est de 10,8 °C, avec une amplitude thermique annuelle de 13,3 °C. Le cumul annuel moyen de précipitations est de 813 mm, avec 11,9 jours de précipitations en janvier et 8 jours en juillet. Pour la période 1991-2020, la température moyenne annuelle observée sur la station météorologique la plus proche, située sur la commune de Rouen à 12 km à vol d'oiseau, est de 12,6 °C et le cumul annuel moyen de précipitations est de 817,9 mm,. Pour l'avenir, les paramètres climatiques de la commune estimés pour 2050 selon différents scénarios d’émission de gaz à effet de serre sont consultables sur un site dédié publié par Météo-France en novembre 2022.

## Urbanisme

### Typologie
Au 1er janvier 2024, Grand-Couronne est catégorisée ceinture urbaine, selon la nouvelle grille communale de densité à sept niveaux définie par l'Insee en 2022.
Elle appartient à l'unité urbaine de Rouen, une agglomération inter-départementale regroupant 50  communes, dont elle est une commune de la banlieue,,. Par ailleurs la commune fait partie de l'aire d'attraction de Rouen, dont elle est une commune de la couronne,. Cette aire, qui regroupe 317 communes, est catégorisée dans les aires de 200 000 à moins de 700 000 habitants,.

### Occupation des sols
L'occupation des sols de la commune, telle qu'elle ressort de la base de données européenne d’occupation biophysique des sols Corine Land Cover (CLC), est marquée par l'importance des territoires artificialisés (49,7 % en 2018), en augmentation par rapport à 1990 (36,3 %). La répartition détaillée en 2018 est la suivante : 
forêts (41,7 %), zones industrielles ou commerciales et réseaux de communication (28,9 %), zones urbanisées (20,7 %), eaux continentales (3,3 %), terres arables (2,9 %), milieux à végétation arbustive et/ou herbacée (1,7 %), prairies (0,7 %). L'évolution de l’occupation des sols de la commune et de ses infrastructures peut être observée sur les différentes représentations cartographiques du territoire : la carte de Cassini (XVIIIe siècle), la carte d'état-major (1820-1866) et les cartes ou photos aériennes de l'IGN pour la période actuelle (1950 à aujourd'hui).

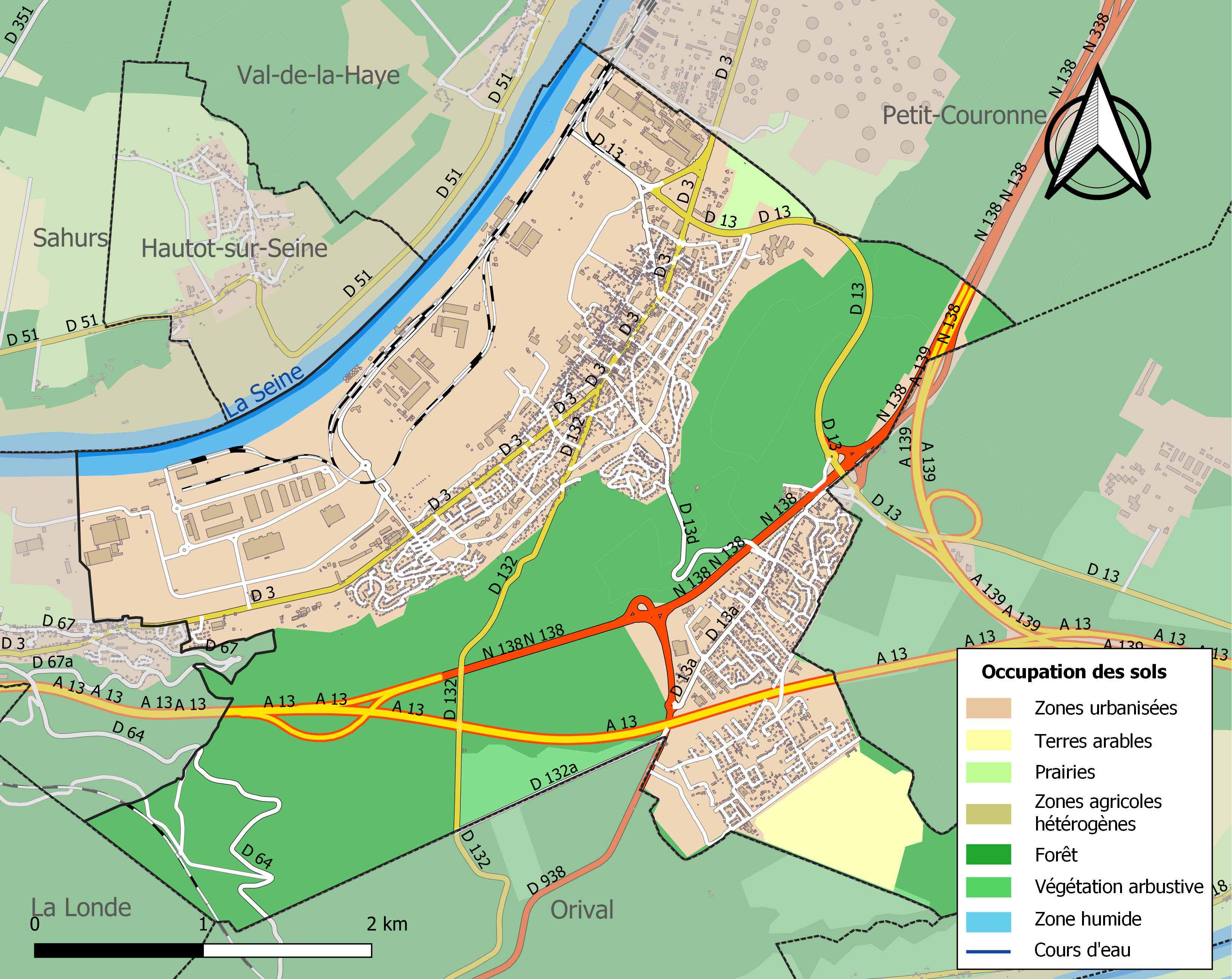
Carte des infrastructures et de l'occupation des sols de la commune en 2018 (CLC).

## Toponymie
Le nom de la localité est attesté sous les formes Curtehulm, Curtehulmi, Curte hulmi vers 1025 (archives de la Seine-Maritime, H 26) ; Curthelmi (charte de Richard II de Normandie) ; Corhulma entre 1032 et 1035 ; Corolme vers 1040 et 1050,.
Voir Petit-Couronne pour son étymologie.

## Histoire
Un menhir dans le bois de Milthuit ainsi que de nombreuses découvertes de matériel lithique aux XIXe et XXe siècles attestent de la présence d'une population néolithique, en particulier la découverte d'un fragment de gaine de hache en bois de cervidé, présentant des lignes doubles de pointillés, en croix, d'influence maglemosienne (mésolithique nord européen).
Des sarcophages mérovingiens ont été découverts sous la cour du foyer municipal. Avant le IXe siècle, il y avait de grands domaines agricoles monastiques sur le site de Couronne.
La scission entre Grand-Couronne et Petit-Couronne a dû se produire vers le XIIe siècle, vers la même époque que celle de Grand-Quevilly et Petit-Quevilly.
Il y eut un manoir royal propriété de Philippe le Bel, détruit par Charles VII.
Au cours de la Révolution française, la commune porta provisoirement le nom de La Réunion.
Le hameau des Essarts, dépendant précédemment de la commune de Petit-Couronne, fut rattaché à Grand-Couronne en 1844.
Le bombardement du 24 juin 1944 fit 128 morts et causa la destruction du centre-ville (mairie, gendarmerie, poste, écoles, près d'une centaine de maisons touchées…).
Après la guerre, la ville connait une importante croissance démographique, grâce à la construction de nouveaux quartiers, dont le parc Diderot construit à la fin des années 1970. Classé quartier prioritaire, il fait l'objet d'une rénovation urbaine en 2018,.

## Politique et administration

### Tendances politiques et résultats
Lors du second tour des élections municipales de 2020 dans la Seine-Maritime, la liste menée par la conseillère départementale PS Julie Lesage remporte l'élection avec 49,16 % des suffrages exprimés (1 405 voix), devançant de 99 voix la liste menée par le maire sortant Patrice Dupray (PCF) qui a obtenu  45,70 % des suffrages (1 306 voix), ainsi que la liste menée par Michel Fontaine.(DVD, 147 voix, 5,14 %) — cette liste ayant perdu 10 points entre les deux tours — lors d'un scrutin marqué par près de 60 % d'abstention,

### Liste des maires
| Période                                  | Période                    | Identité                      | Étiquette   | Qualité                                                                     |
| ---------------------------------------- | -------------------------- | ----------------------------- | ----------- | --------------------------------------------------------------------------- |
| Les données manquantes sont à compléter. |                            |                               |             |                                                                             |
| 1821                                     | 1830                       | Antoine de Boishebert         |             |                                                                             |
| 1830                                     | 1848                       | Pierre Augustin Duclos        |             | Maitre de poste, marchand de bois Conseiller d'arrondissement (1833 → 1839) |
| 1848                                     | 1859                       | Louis-Paul Lefort             |             | Propriétaire d'une usine de tulle                                           |
| 1859                                     | 1892                       | Pierre-Alexandre Duclos       |             |                                                                             |
| 1892                                     | 1896                       | Amédée Lefebvre               | Républicain | Conseiller d'arrondissement (1892 → 1898)                                   |
| 1896                                     | 1904                       | M. Bougon                     |             |                                                                             |
| 1904                                     | 1944                       | Théophile Lambert             |             |                                                                             |
| 3 novembre 1944                          | 26 novembre 1944           | Gaëtan Raullet (1879-1965)    |             |                                                                             |
| 1944                                     | 1950                       | Jean Morel                    |             |                                                                             |
| 1950                                     | mars 1965                  | Camille Robert                |             |                                                                             |
| mars 1965                                | mars 1989                  | Jean Salen (1921-2013)        | PCF         |                                                                             |
| mars 1989                                | juin 1995                  | Bernard Frau (1947-2021)      | PS puis GÉ  | Dirigeant d’entreprise Conseiller régional de Haute-Normandie (1992 → 2004) |
| juin 1995                                | septembre 2012             | Patrice Dupray (1947- )       | PCF         | Comptable Démissionnaire                                                    |
| septembre 2012                           | 20 juin 2015               | Michel Lamazouade (1954-2015) | PCF         | Enseignant, directeur d'école Décédé en fonction                            |
| juillet 2015                             | juillet 2020               | Patrice Dupray (1947- )       | PCF         | Comptable retraité                                                          |
| juillet 2020,                            | En cours (au 10 août 2020) | Julie Lesage (1978- )         | PS          | Juriste Conseillère départementale d'Elbeuf (2015 → )                       |

### Politique de développement durable
La commune a engagé une politique de développement durable en lançant une démarche d'Agenda 21.

### Jumelages
La commune est jumelée avec, :
- Seelze (Allemagne) depuis 1969;
- Velten (Allemagne) depuis 1968.

## Population et société

### Démographie
L'évolution du nombre d'habitants est connue à travers les recensements de la population effectués dans la commune depuis 1793. Pour les communes de moins de 10 000 habitants, une enquête de recensement portant sur toute la population est réalisée tous les cinq ans, les populations de référence des années intermédiaires étant quant à elles estimées par interpolation ou extrapolation. Pour la commune, le premier recensement exhaustif entrant dans le cadre du nouveau dispositif a été réalisé en 2006.

En 2022, la commune comptait 9 722 habitants, en évolution de +0,48 % par rapport à 2016 (Seine-Maritime : +0,35 %, France hors Mayotte : +2,11 %).
| 1793  | 1800  | 1806  | 1821  | 1831  | 1836  | 1841  | 1846  | 1851  |
| ----- | ----- | ----- | ----- | ----- | ----- | ----- | ----- | ----- |
| 1 112 | 1 130 | 1 147 | 1 030 | 1 165 | 1 090 | 1 116 | 1 581 | 1 574 |

| 1856  | 1861  | 1866  | 1872  | 1876  | 1881  | 1886  | 1891  | 1896  |
| ----- | ----- | ----- | ----- | ----- | ----- | ----- | ----- | ----- |
| 1 478 | 1 552 | 1 537 | 1 359 | 1 403 | 1 519 | 1 440 | 1 463 | 1 395 |

| 1901  | 1906  | 1911  | 1921  | 1926  | 1931  | 1936  | 1946  | 1954  |
| ----- | ----- | ----- | ----- | ----- | ----- | ----- | ----- | ----- |
| 1 419 | 1 388 | 1 429 | 2 025 | 2 364 | 2 561 | 3 128 | 3 834 | 4 899 |

| 1962  | 1968  | 1975  | 1982  | 1990  | 1999  | 2006  | 2011  | 2016  |
| ----- | ----- | ----- | ----- | ----- | ----- | ----- | ----- | ----- |
| 6 118 | 6 789 | 7 749 | 9 472 | 9 792 | 9 442 | 9 346 | 9 836 | 9 676 |

| 2021  | 2022  | - | - | - | - | - | - | - |
| ----- | ----- | - | - | - | - | - | - | - |
| 9 726 | 9 722 | - | - | - | - | - | - | - |

### Sports
Sur la commune est située une partie de l'ancien circuit de Rouen-les-Essarts, sur lequel se disputèrent plusieurs Grands Prix notamment.
La commune dispose d'un club omnisports, le COC (club omnisports couronnais), d'un club de tennis affilié à la fédération française de tennis (FFT), d'un club de natation, d'un club de foot, d'un club de rugby, d'un club de tennis de table, d'un club de triathlon, d'un club de vélo et d'un club de tir à l'arc.

## Économie
- papeterie UPM, ex SONOPA, Chapelle Darblay[43] ;
- automobile (Renault) ;
- pétrochimie (Grande Paroisse, Air liquide) ;
- trituration (SAIPOL) ;
- distribution de boissons aux professionnels (France Boissons) ;
- jeux et produits dérivés (Abyss Corp).

## Culture locale et patrimoine

### Lieux et monuments
- Église Saint-Martin dont la construction est du XIVe siècle. La paroisse de Saint-Martin existe depuis 1195
- Émetteur de télévision et FM avec un pylône de 200 mètres de hauteur à49° 20′ 28″ N, 1° 00′ 52″ E

- L'hôtel de ville, reconstruit après la Seconde Guerre mondiale, est orné sur sa façade d'un décor du sculpteur Raymond Delamarre, dont les études sont conservées au musée d'Elbeuf
- Le monument aux morts situé dans le cimetière de Grand-Couronne est l’œuvre du sculpteur Paul Landowski (1875-1961)
- Château du Grésil

### Personnalités liées à la commune
- Max Pinchard (1928 au Havre - 2009 à Rouen), compositeur français, directeur de l'école nationale de musique et de danse de Grand-Couronne.

### Héraldique
| Armes de Grand-Couronne | Les armes de la commune de Grand-Couronne, que l'on doit à André Hardy, se blasonnent ainsi : coupé : au premier mi-parti au I de gueules au léopard d’or et au II d’azur à la couronne d’or, au deuxième mi-parti au I d’azur à la barque d’or sur trois ondes d’argent avec une chaîne du même en barre mouvant du flanc dextre et au II de gueules à la roue dentée d’argent mouvant du chef. Le léopard d'or sur champ de gueules rappelle les armes de la Normandie. |